# Toast za przodków
Toast za przodków – reportaż polskiego dziennikarza, eksperta Ośrodka Studiów Wschodnich Wojciecha Góreckiego, wydany w 2010 roku.
Książka o Zakaukaziu: Gruzji, Armenii i Azerbejdżanu, łącząca w sobie bogactwo wiedzy z lekkością stylu. Autor – znawca regionu, ekspert Ośrodka Studiów Wschodnich i pracownik ambasady w Baku, a przy tym reportażysta – barwnie opisał świat na styku Europy i Azji, gdzie mieszają się różne kultury i tradycje. Przedstawił długą i złożoną historię Kaukazu. Przybliżył skomplikowaną sytuację polityczną regionu i plastycznie oddał specyfikę tworzących go państw. Ukazał Gruzję, Armenię i Azebejdżan zarówno z dystansu, jak i z bliska, w udany sposób łącząc syntetyczne analizy kaukaskich społeczności ze szczegółowym przedstawieniem codziennego życia zwykłych ludzi. Gruzja została przedstawiona jako kraj dobrej kuchni i sztuki biesiadowania, w którym ceniona jest gościnność, tradycja i rodzina.
Książka nie jest napisana pod żadną, z góry obraną tezą. Górecki to reporter-intelektualista, pragnący uzyskać odpowiedź na pytanie „dlaczego”. Próbuje więc zrozumieć co sprawa, że rodzina na Kaukazie pełni, historycznie i społecznie, bardzo ważną rolę, a stół nie jest tylko zwyczajnym meblem. Docieka z czego wynika korupcja i nepotyzm, ale też czy te zjawiska są tożsame z tymi występującymi w innych częściach świata. Idzie też jeszcze głębiej i zadaje pytania, dlaczego Azerowie dali wiarę, że prezydent Azerbejdżanu Hejdar Alijew, zmarły w 2003 r., jest nieśmiertelny. Nurtuje Góreckiego, dlatego do dziś obecna jest w Gruzji afirmacja Stalina. Jednym, z cieszących się popularnością, toastów podczas biesiad jest: „Wypijmy za potomków Stalina. Niech żyją i niech się rozmnażają, żeby geny Dżugaszwilego przetrwały”. W swojej książce bada co wspólnego mają Bałkany z Kaukazem, co łączy Żydów z Ormianami, a także genezę konfliktu o Osetię Południową, Góry Karabach, czy Abchazję.  
Toast za przodków to książka cenna antropologicznie, erudycyjna, bogata w konteksty, a jednocześnie osobista. Górecki umiejętnie konfrontuje zasłyszane informacje z własnymi doświadczeniami, aby najwierniej ukazać klimat historycznych faktów, ale taż naturę ludności Południowego Kaukazu. Można potraktować ją jak podręcznik, można czytać jak fascynującą powieść. „Europa, Azja. Odkąd jeżdżę na Kaukaz, zadaję sobie pytanie, jaki to kontynent. Nie ma jednej odpowiedzi” – napisał autor.

## Nagrody
W 2010 roku Wojciech Górecki otrzymał za książkę Toast za przodków nominację do Nagrodą im. Ryszarda Kapuścińskiego, a w 2011 roku nominację do Nagrody Literackiej „Nike”.